# Stand, North Lanarkshire
Stand es una aldea de North Lanarkshire, Escocia, situada en la A73 cerca de Airdrie. Su referencia de cuadrícula del Ordnance Survey es NS7668.
La aldea aparece en un mapa de Timothy Pont, publicado en 1596. Se encuentra en la parte superior derecha del mapa, cerca del Black Loch.
Stand también aparece en otro mapa de Roy c1754. La etimología del nombre es incierta, aunque se ha sugerido que se trata de un punto de parada o estabulación de caballos. Se encuentra entre las fincas de los Fleming en Biggar y Cumbernauld.

## Instalaciones
En Stand hay un bed and breakfast. Para más facilidades, los residentes pueden viajar a pueblos cercanos como Airdrie, Coatbridge y Cumbernauld, junto con las ciudades cercanas de Glasgow y Stirling.

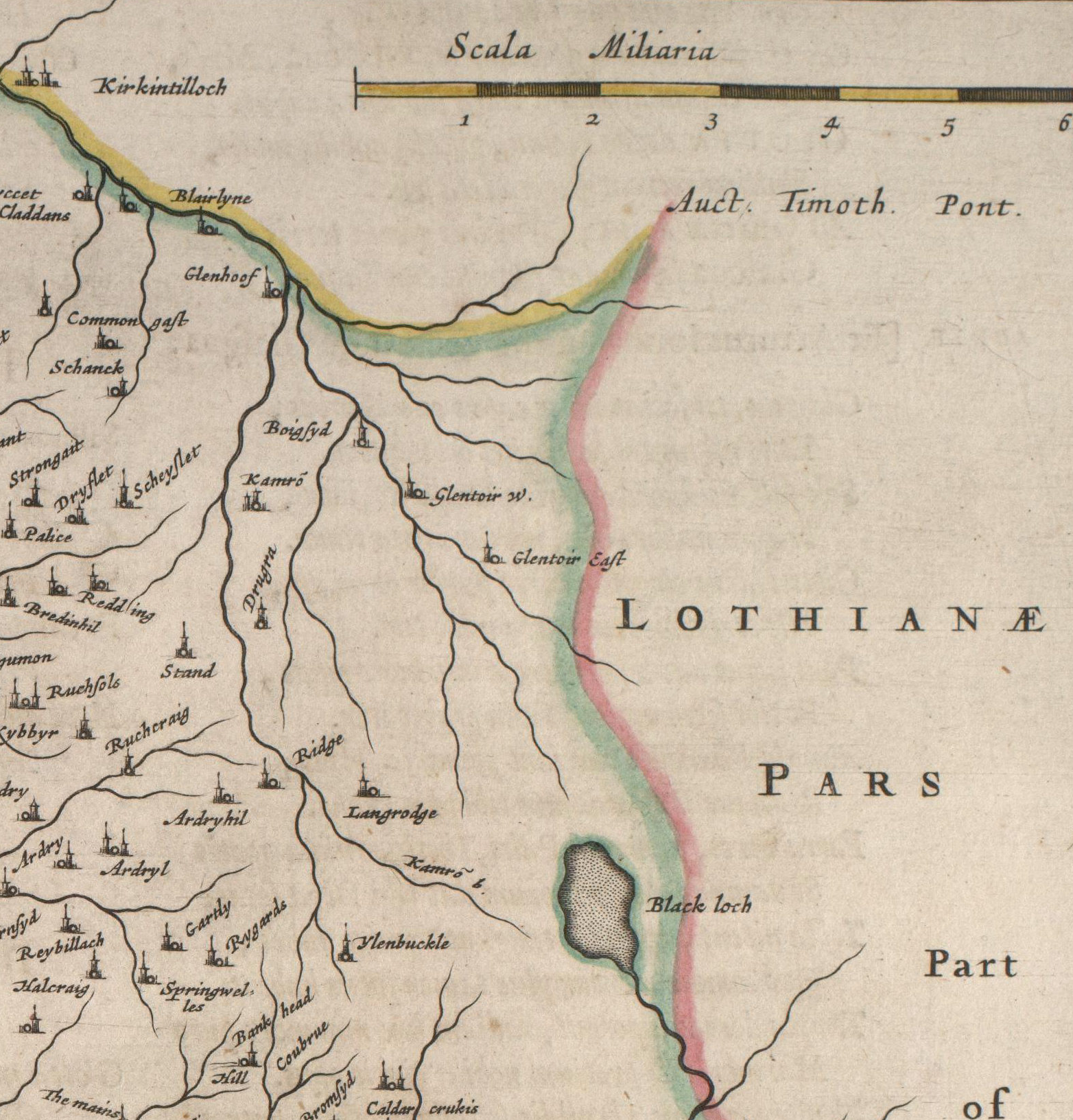
Stand del mapa de Blaeu basado en el de Pont